# Mario Baroni
Mario Baroni (Scarperia, 11 maart 1927 - Figline Valdarno, 1 augustus 1994) was een Italiaans wielrenner, die prof was tussen 1949 en 1958.

## Wielerloopbaan
Baroni was een trouwe gregario van Fiorenzo Magni. Hij was een redelijke sprinter, die aan vele grote ronden heeft deelgenomen. Een indrukwekkende prestatie leverde hij in 1957 met het uitrijden van zowel de Giro, de Vuelta als de Tour.
In 1994 werd hij tijdens een fietstocht door een auto doodgereden.

## Belangrijkste overwinningen
1956
- 1e etappe Ronde van Nederland

1957
- 12e etappe Ronde van Spanje
- 14e etappe Ronde van Italië

## Resultaten in voornaamste wedstrijden
| Jaar | Ronde van Italië | Ronde van Frankrijk | Ronde van Spanje |
| ---- | ---------------- | ------------------- | ---------------- |
| 1950 | 35e              |                     |                  |
| 1951 | 45e              |                     |                  |
| 1952 | 78e              | 41e                 |                  |
| 1953 | 53e              | 53e                 |                  |
| 1954 | opgave           |                     |                  |
| 1955 | 20e              |                     | 28e              |
| 1956 | 22e              |                     |                  |
| 1957 | 74e (1)          | 53e                 | 46e (1)          |
| 1958 | 76e              |                     |                  |

| Jaar | Milaan-San Remo | Ronde van Lombardije |
| ---- | --------------- | -------------------- |
| 1950 | 86e             |                      |
| 1951 | 27e             | 17e                  |
| 1952 |                 |                      |
| 1953 | 39e             | 51e                  |
| 1954 |                 |                      |
| 1955 | 14e             | 80e                  |
| 1956 | 6e              |                      |
| 1957 |                 |                      |
| 1958 |                 |                      |